# Acanthophorides clavicercus
Acanthophorides clavicercus är en tvåvingeart som beskrevs av Borgmeier 1967. Acanthophorides clavicercus ingår i släktet Acanthophorides och familjen puckelflugor.
Artens utbredningsområde är Panama. Inga underarter finns listade i Catalogue of Life.